# Совет министров Киргизской ССР
Совет министров Киргизской Советской Социалистической Республики (Правительство Киргизской ССР) — высший исполнительный и распорядительный орган государственного управления Киргизской Советской Социалистической Республики, действовавший в период с 1936 по 1991 год. Орган был подотчётен Верховному Совету Киргизской ССР, а в период между сессиями — Президиуму Верховного Совета.
Состав Совета министров Киргизской ССР включал председателя, первого заместителя председателя, заместителей председателя, министров и председателей государственных комитетов. В качестве постоянного органа действовал Президиум Совета министров.
Функционировавшие в рамках Совета министров Киргизской ССР министерства и госкомитеты одновременно подчинялись как Совмину КССР, так и соответствующим союзным министерствам.
В сферу компетенции Совета министров входило управление деятельностью исполкомов местных Советов народных депутатов.

## Руководство
В состав руководства Совета министров Киргизской ССР входили:
- Раззаков, Исхак Раззакович (15 марта 1946 — 10 июля 1950)
- Суеркулов, Абды Суеркулович (10 июля 1950 — 6 марта 1958)
- Дикамбаев, Казы Дикамбаевич (6 марта 1958 — 10 мая 1961)
- Мамбетов, Болот Мамбетович (10 мая 1961 — 23 января 1968)
- Суюмбаев, Ахматбек Суттубаевич (23 января 1968 — 22 декабря 1978)
- Ибраимов, Султан Ибраимович (22 декабря 1978 — 4 декабря 1980)
- Ходос, Пётр Михайлович (и. о.; 4 декабря 1980 — 14 января 1981)
- Дуйшеев, Арстанбек Дуйшеевич (14 января 1981 — январь 1986)
- Джумагулов, Апас Джумагулович (январь 1986 — 21 января 1991)

## Состав
По состоянию на 1982 год в Киргизской ССР действовали: